# OHSAS 18000
OHSAS 18000 är en serie standarder som kan ligga till grund för ett ledningssystem för arbetsmiljö. Ledningssystemet blir en struktur för hur organisationen arbetar med sina arbetsmiljöfrågor. Det omfattar uppföljning, utvärdering och redovisning av miljöarbetet. I standardserien ingår hittills en kravstandard, OHSAS 18001, och en vägledningsstandard, OHSAS 18002. 
Standarderna togs fram i ett internationellt samarbete mellan standardiseringsorgan, certifieringsföretag och representanter från näringslivet. Den första standarden inom serien togs fram av den brittiska standardiseringsorganisationen BSI (British Standards Institute). Standardserien antas som nationella standarder av allt fler länder, däribland Sverige, men det är inte en ISO-standard. År 2007 meddelade BSI att OHSAS 18001 hade accepterats i mer än 80 länder.. 
OHSAS 18001 kan liksom ISO 9001 (ISO 9000-serien för kvalitet) och ISO 14001 (ISO 14000-serien för miljö) vara underlag för certifiering. Med det menas att ett certifieringsorgan formellt godkänner ledningssystemet. I Sverige ansvarar SIS, Swedish Standards Institute för standarderna. 
Vid certifiering bör ett ackrediterat certifieringsorgan väljas för att garantera opartiskhet, långsiktighet och internationell acceptans.
I Sverige är följande företag ackrediterade för OHSAS 18000 av SWEDAC:
- AAA Certification AB
- BMG TRADA Certifiering AB
- Bureau Veritas Certification Sverige AB
- Det Norske Veritas Certification AB
- Intertek Semko Certification AB
- LRQA Sverige AB
- SFK Certifiering AB
- Svensk Certifiering Norden AB
- Sveriges Tekniska Forskningsinstitut

Det finns även företag som verkar i Sverige som är ackrediterade för OHSAS 18000 fast från ett annat EU-lands ansvariga myndighet:
- TÜV NORD Sweden AB